# Oenococcus
Oenococcus es un género de bacterias Gram-positivas y catalasa negativa de la familia Leuconostocaceae. La primera especie conocida de este género fue Oenococcus oeni (que era conocida como Leuconostoc oeni hasta 1995). En 2006, se descubrió unas segunda especie, Oenococcus kitaharae. 

## Usos
Los vinos se inocularon con Oenococcus oeni cepa "Uvaferm Alpha" (Lallemand) tuvieron gracias a esta bacteria una fermentación maloláctica, consumiendo el ácido L-málico de los vinos para transformarlo en ácido L-láctico, bajando la acidez del vino (y el pH sube).